# Imbabura tartomány
Imbabura Ecuador egyik északi tartománya, amelynek székhelye Ibarra. A helyiek spanyolul beszélnek és az imbaburai kecsua nyelven.
Az Imbabura vulkán ebben a tartományban található, amelyet legkönnyebben La Esperanza városából lehet megközelíteni. A 4609 méteres csúcsot akár egy nap alatt is meg lehet mászni.

## Kantonok
A tartományban 6 kanton van.
| Kanton                | Népesség (2001) | Terület (km²) | Székhely  |
| --------------------- | --------------- | ------------- | --------- |
| Antonio Ante          | 36 053          | 81            | Atuntaqui |
| Cotacachi             | 37 215          | 1726          | Cotacachi |
| Ibarra                | 153 256         | 1093          | Ibarra    |
| Otavalo               | 90 188          | 500           | Otavalo   |
| Pimampiro             | 12 951          | 437           | Pimampiro |
| San Miguel de Urcuquí | 14 381          | 779           | Urcuquí   |